# Hjortronmossen (sumpmark i Finland, Nyland, lat 60,12, long 24,53)
Hjortronmossen är en sumpmark i Finland. Den ligger i Kyrkslätt i landskapet Nyland, i den södra delen av landet, 23 km väster om huvudstaden Helsingfors.